# Katrina Adams
Pour les articles homonymes, voir Adams.
Katrina Adams (née le 5 août 1968 à Chicago) est une joueuse de tennis américaine, professionnelle de 1986 à 1999.
Elle a étudié à l'Université Northwestern. Après sa carrière, elle est notamment directrice exécutive du HJTEP (Harlem Juniors Tennis and Education Program), école de tennis qui a pour but de sortir les enfants de la rue. Elle a aussi été commentatrice à la télévision et consultante pour Tennis Magazine.
Depuis 2015, elle est directrice générale et présidente de la Fédération de tennis des États-Unis (USTA).
En 1988, elle a joué le 4e tour à Wimbledon (battue par Chris Evert), sa meilleure performance en simple dans une épreuve du Grand Chelem.
C'est néanmoins en double dames qu'elle a obtenu ses résultats les plus significatifs. 8e mondiale de la spécialité le 14 août 1988, elle a remporté 20 titres WTA pendant sa carrière dont sept avec Zina Garrison.

## Palmarès

### Titre en simple dames
Aucun

### Finales en en simple dames
| No | Date       | Nom et lieu du tournoi                 | Catégorie | Dotation  | Surface    | Vainqueure        | Score    |          |
| -- | ---------- | -------------------------------------- | --------- | --------- | ---------- | ----------------- | -------- | -------- |
| 1  | 01-02-1988 | Fernleaf Classic, Wellington           | Tier V    | 50 000 $  | Dur (ext.) | Jill Hetherington | 6-1, 6-1 | Parcours |
| 2  | 04-11-1991 | Virginia Slims of Nashville, Nashville | Tier IV   | 150 000 $ | Dur (int.) | Sabine Appelmans  | 6-2, 6-4 | Parcours |

### Titres en double dames
| No | Date       | Nom et lieu du tournoi                      | Catégorie | Dotation  | Surface         | Partenaire         | Finalistes                              | Score         |          |
| -- | ---------- | ------------------------------------------- | --------- | --------- | --------------- | ------------------ | --------------------------------------- | ------------- | -------- |
| 1  | 07-12-1987 | Brazilian Open Guarujá                      |           | 50 000 $  | Dur (ext.)      | Cheryl Jones       | Jill Hetherington Mercedes Paz          | 6-4, 4-6, 6-4 | Parcours |
| 2  | 07-03-1988 | Virginia Slims of Florida Boca Raton        | Tier II   | 300 000 $ | Dur (ext.)      | Zina Garrison      | Claudia Kohde-Kilsch Helena Suková      | 4-6, 7-5, 6-4 | Parcours |
| 3  | 18-04-1988 | Virginia Slims of Houston Houston           | Tier III  | 250 000 $ | Terre (ext.)    | Zina Garrison      | Lori McNeil Martina Navrátilová         | 6-7, 6-2, 6-4 | Parcours |
| 4  | 25-11-1988 | World Doubles Championships Tokyo           |           | 250 000 $ | Moquette (int.) | Zina Garrison      | Gigi Fernández Robin White              | 7-5, 7-5      | Parcours |
| 5  | 30-01-1989 | Toray Pan Pacific Open Tokyo                | Tier III  | 250 000 $ | Moquette (int.) | Zina Garrison      | Mary Joe Fernández Claudia Kohde-Kilsch | 6-3, 3-6, 7-6 | Parcours |
| 6  | 27-02-1989 | US Hard Court Championships San Antonio     | Tier IV   | 200 000 $ | Dur (ext.)      | Pam Shriver        | Patty Fendick Jill Hetherington         | 3-6, 6-1, 6-4 | Parcours |
| 7  | 24-04-1989 | Virginia Slims of Houston Houston           | Tier III  | 250 000 $ | Terre (ext.)    | Zina Garrison      | Gigi Fernández Lori McNeil              | 6-3, 6-4      | Parcours |
| 8  | 22-05-1989 | European Open Genève                        | Tier V    | 100 000 $ | Terre (ext.)    | Lori McNeil        | Larisa Savchenko Natasha Zvereva        | 2-6, 6-3, 6-4 | Parcours |
| 9  | 19-06-1989 | Pilkington Glass Championships Eastbourne   | Tier II   | 300 000 $ | Gazon (ext.)    | Zina Garrison      | Jana Novotná Helena Suková              | 6-3, ab.      | Parcours |
| 10 | 23-10-1989 | Midland Group Championships Brighton        | Tier III  | 250 000 $ | Moquette (int.) | Lori McNeil        | Hana Mandlíková Jana Novotná            | 4-6, 7-6, 6-4 | Parcours |
| 11 | 30-10-1989 | Virginia Slims of Indianapolis Indianapolis | Tier V    | 100 000 $ | Dur (int.)      | Lori McNeil        | Claudia Porwik Larisa Savchenko         | 6-4, 6-4      | Parcours |
| 12 | 05-08-1991 | Virginia Slims of Albuquerque Albuquerque   | Tier IV   | 150 000 $ | Dur (ext.)      | Isabelle Demongeot | Lise Gregory Peanut Louie               | 6-7, 6-4, 6-3 | Parcours |
| 13 | 09-11-1992 | Indianapolis Tennis Classic Indianapolis    | Tier IV   | 150 000 $ | Dur (int.)      | Elna Reinach       | Sandy Collins Mary Lou Piatek           | 5-7, 6-2, 6-4 | Parcours |
| 14 | 08-02-1993 | Virginia Slims of Chicago Chicago           | Tier II   | 375 000 $ | Moquette (int.) | Zina Garrison      | Amy Frazier Kimberly Po                 | 7-6, 6-3      | Parcours |
| 15 | 22-03-1993 | Virginia Slims of Houston Houston           | Tier II   | 375 000 $ | Terre (ext.)    | Manon Bollegraf    | Eugenia Maniokova Radka Zrubáková       | 6-3, 5-7, 7-6 | Parcours |
| 16 | 01-11-1993 | Challenge Bell Québec                       | Tier III  | 150 000 $ | Moquette (int.) | Manon Bollegraf    | Katerina Maleeva Nathalie Tauziat       | 6-4, 6-4      | Parcours |
| 17 | 08-11-1993 | Virginia Slims of Philadelphia Philadelphie | Tier I    | 750 000 $ | Moquette (int.) | Manon Bollegraf    | Conchita Martínez Larisa Neiland        | 6-2, 4-6, 7-6 | Parcours |
| 18 | 06-05-1996 | Lotto Open Budapest                         | Tier IV   | 107 500 $ | Terre (ext.)    | Debbie Graham      | Radka Bobková Eva Melicharová           | 6-3, 7-6      | Parcours |
| 19 | 13-05-1996 | Rover Championships Cardiff                 | Tier IV   | 107 500 $ | Terre (ext.)    | Mariaan de Swardt  | Els Callens Laurence Courtois           | 6-0, 6-4      | Parcours |
| 20 | 09-06-1997 | DFS Classic Birmingham                      | Tier III  | 164 250 $ | Gazon (ext.)    | Larisa Neiland     | Nathalie Tauziat Linda Wild             | 6-2, 6-3      | Parcours |

### Finales en double dames
| No | Date       | Nom et lieu du tournoi                      | Catégorie | Dotation  | Surface         | Vainqueures                         | Partenaire        | Score         |          |
| -- | ---------- | ------------------------------------------- | --------- | --------- | --------------- | ----------------------------------- | ----------------- | ------------- | -------- |
| 1  | 11-04-1988 | Bausch & Lomb Championships Amelia Island   | Tier II   | 300 000 $ | Terre (ext.)    | Zina Garrison Eva Pfaff             | Penny Barg        | 4-6, 6-2, 7-6 | Parcours |
| 2  | 24-10-1988 | Virginia Slims of Indianapolis Indianapolis | Tier V    | 100 000 $ | Dur (int.)      | Larisa Savchenko Natasha Zvereva    | Zina Garrison     | 6-2, 6-1      | Parcours |
| 3  | 05-11-1990 | Jello Classic Indianapolis                  | Tier IV   | 150 000 $ | Dur (int.)      | Patty Fendick Meredith McGrath      | Jill Hetherington | 6-1, 6-1      | Parcours |
| 4  | 18-02-1991 | Virginia Slims of Oklahoma Oklahoma City    | Tier IV   | 150 000 $ | Dur (int.)      | Meredith McGrath Anne Smith         | Jill Hetherington | 6-2, 6-4      | Parcours |
| 5  | 22-07-1991 | Westchester Cup Westchester                 | Tier V    | 100 000 $ | Dur (ext.)      | Rosalyn Fairbank Lise Gregory       | Lori McNeil       | 7-5, 6-4      | Parcours |
| 6  | 11-11-1991 | Jello Classic Indianapolis                  | Tier IV   | 150 000 $ | Dur (int.)      | Patty Fendick Gigi Fernández        | Mercedes Paz      | 6-4, 6-2      | Parcours |
| 7  | 10-02-1992 | Virginia Slims of Chicago Chicago           | Tier II   | 350 000 $ | Moquette (int.) | Martina Navrátilová Pam Shriver     | Zina Garrison     | 6-4, 7-6      | Parcours |
| 8  | 17-02-1992 | Virginia Slims of Oklahoma Oklahoma City    | Tier IV   | 150 000 $ | Dur (int.)      | Lori McNeil Nicole Provis           | Manon Bollegraf   | 3-6, 6-4, 7-6 | Parcours |
| 9  | 15-02-1993 | Virginia Slims of Oklahoma Oklahoma City    | Tier III  | 150 000 $ | Dur (int.)      | Patty Fendick Zina Garrison         | Manon Bollegraf   | 6-3, 6-2      | Parcours |
| 10 | 29-03-1993 | Family Circle Mag. Cup XXI Hilton Head      | Tier I    | 750 000 $ | Terre (ext.)    | Gigi Fernández Natasha Zvereva      | Manon Bollegraf   | 6-3, 6-1      | Parcours |
| 11 | 14-02-1994 | IGA Tennis Classic Oklahoma City            | Tier III  | 150 000 $ | Dur (int.)      | Patty Fendick Meredith McGrath      | Manon Bollegraf   | 7-6, 6-2      | Parcours |
| 12 | 21-03-1994 | Virginia Slims of Houston Houston           | Tier II   | 400 000 $ | Terre (ext.)    | Manon Bollegraf Martina Navrátilová | Zina Garrison     | 6-4, 6-2      | Parcours |
| 13 | 13-02-1995 | IGA Tennis Classic Oklahoma City            | Tier III  | 161 250 $ | Dur (int.)      | Nicole Arendt Laura Golarsa         | Brenda Schultz    | 6-4, 6-3      | Parcours |
| 14 | 30-10-1995 | Bank of the West Classic Oakland            | Tier II   | 430 000 $ | Moquette (int.) | Lori McNeil Helena Suková           | Zina Garrison     | 3-6, 6-4, 6-3 | Parcours |
| 15 | 19-02-1996 | IGA Tennis Classic Oklahoma City            | Tier III  | 164 250 $ | Dur (int.)      | Chanda Rubin Brenda Schultz         | Debbie Graham     | 6-4, 6-3      | Parcours |
| 16 | 12-01-1998 | Sydney International Sydney                 | Tier II   | 342 500 $ | Dur (ext.)      | Martina Hingis Helena Suková        | Meredith McGrath  | 6-1, 6-2      | Parcours |

## Parcours en Grand Chelem

### En simple dames
| Année | Open d'Australie                                   | Open d'Australie                                   | Internationaux de France                              | Internationaux de France                       | Wimbledon                                             | Wimbledon         | US Open                                             | US Open         |
| ----- | -------------------------------------------------- | -------------------------------------------------- | ----------------------------------------------------- | ---------------------------------------------- | ----------------------------------------------------- | ----------------- | --------------------------------------------------- | --------------- |
| 1987  | —                                                  | —                                                  | —                                                     | —                                              | —                                                     | —                 | Q2 \|\| style="text-align:left" \| Patricia Medrado |                 |
| 1988  | 1er tour (1/64)                                    | Marianne Werdel                                    | 1er tour (1/64)                                       | Laura Garrone                                  | 4e tour (1/8)                                         | Chris Evert       | 1er tour (1/64)                                     | Nicole Jagerman |
| 1989  | 2e tour (1/32)                                     | Manon Bollegraf                                    | 1er tour (1/64)                                       | Stacey Martin                                  | 3e tour (1/16)                                        | Jana Novotná      | 1er tour (1/64)                                     | Nicole Jagerman |
| 1990  | 1er tour (1/64)                                    | Isabelle Demongeot                                 | Q2 \|\| style="text-align:left" \| Barbara Rittner    | 1er tour (1/64)                                | Larisa Neiland                                        | 1er tour (1/64)   | Belinda Cordwell                                    |                 |
| 1991  | —                                                  | —                                                  | Q2 \|\| style="text-align:left" \| Jo-Anne Faull      | Q2 \|\| style="text-align:left" \| Kimiko Date | Q3 \|\| style="text-align:left" \| Dominique Monami   |                   |                                                     |                 |
| 1992  | 3e tour (1/16)                                     | Jennifer Capriati                                  | 1er tour (1/64)                                       | Noëlle van Lottum                              | 2e tour (1/32)                                        | Rosalyn Fairbank  | —                                                   | —               |
| 1993  | Q2 \|\| style="text-align:left" \| Chen Li-Ling    | Q1 \|\| style="text-align:left" \| Petra Schwarz   | Q1 \|\| style="text-align:left" \| Sophie Amiach      | 1er tour (1/64)                                | Kimiko Date                                           |                   |                                                     |                 |
| 1994  | Q1 \|\| style="text-align:left" \| Tessa Price     | Q3 \|\| style="text-align:left" \| Radka Zrubáková | 1er tour (1/64)                                       | Larisa Neiland                                 | 1er tour (1/64)                                       | Patty Fendick     |                                                     |                 |
| 1995  | Q1 \|\| style="text-align:left" \| Misumi Miyauchi | —                                                  | —                                                     | 1er tour (1/64)                                | Sandra Cacic                                          | 3e tour (1/16)    | Mary Joe Fernández                                  |                 |
| 1996  | —                                                  | —                                                  | 1er tour (1/64)                                       | Kyoko Nagatsuka                                | 2e tour (1/32)                                        | Elena Likhovtseva | 1er tour (1/64)                                     | Petra Langrová  |
| 1997  | 1er tour (1/64)                                    | Yuka Yoshida                                       | Q1 \|\| style="text-align:left" \| María José Gaidano | Q2 \|\| style="text-align:left" \| Anne Kremer | Q3 \|\| style="text-align:left" \| Ludmila Richterová |                   |                                                     |                 |

À droite du résultat, l’ultime adversaire.

### En double dames
| Année | Open d'Australie              | Open d'Australie          | Internationaux de France      | Internationaux de France   | Wimbledon                    | Wimbledon                 | US Open                       | US Open                    |
| ----- | ----------------------------- | ------------------------- | ----------------------------- | -------------------------- | ---------------------------- | ------------------------- | ----------------------------- | -------------------------- |
| 1986  | n/a                           | n/a                       | -                             | -                          | -                            | -                         | 1er tour (1/32) C. Kuhlman    | Elise Burgin R. Fairbank   |
| 1987  | -                             | -                         | -                             | -                          | -                            | -                         | 1er tour (1/32) D. Donnelly   | Kohde-Kilsch Helena Suková |
| 1988  | 3e tour (1/8) Penny Barg      | Chris Evert W. Turnbull   | 1/4 de finale Zina Garrison   | Navrátilová Pam Shriver    | 1/2 finale Zina Garrison     | L. Savchenko N. Zvereva   | 2e tour (1/16) Zina Garrison  | C. MacGregor               |
| 1989  | 3e tour (1/8) Zina Garrison   | C. Porwik C. Tanvier      | 1/4 de finale Zina Garrison   | B. Schultz A. Temesvári    | 1/4 de finale Zina Garrison  | L. Savchenko N. Zvereva   | 3e tour (1/8) Zina Garrison   | Jenny Byrne J. Thompson    |
| 1990  | 3e tour (1/8) Lori McNeil     | C. MacGregor              | 3e tour (1/8) Lori McNeil     | N. Tauziat J. Wiesner      | 3e tour (1/8) Lori McNeil    | L. Neiland N. Zvereva     | 3e tour (1/8) Laura Arraya    | G. Fernández Navrátilová   |
| 1991  | -                             | -                         | 3e tour (1/8) M. Bollegraf    | Mercedes Paz G. Sabatini   | 1/4 de finale M. Bollegraf   | L. Neiland N. Zvereva     | 1/4 de finale M. Bollegraf    | Pam Shriver N. Zvereva     |
| 1992  | 1/4 de finale M. Bollegraf    | Pam Shriver N. Zvereva    | 1/4 de finale M. Bollegraf    | G. Fernández N. Zvereva    | 3e tour (1/8) M. Bollegraf   | Gretchen Rush Robin White | -                             | -                          |
| 1993  | 3e tour (1/8) M. Bollegraf    | Pam Shriver E. Smylie     | 1/4 de finale M. Bollegraf    | G. Fernández N. Zvereva    | 1er tour (1/32) M. Bollegraf | M. Oremans Caroline Vis   | 3e tour (1/8) M. Bollegraf    | Elna Reinach J. Richardson |
| 1994  | 2e tour (1/16) Kathy Rinaldi  | Nicole Arendt K. Radford  | 1er tour (1/32) Helena Suková | Silvia Farina G. Helgeson  | 2e tour (1/16) Helena Suková | Linda Wild Chanda Rubin   | 1/4 de finale M. Bollegraf    | G. Fernández N. Zvereva    |
| 1995  | 1er tour (1/32) Zina Garrison | K. Nagatsuka Ai Sugiyama  | 1/4 de finale Zina Garrison   | Patty Fendick MJ Fernández | 3e tour (1/8) Zina Garrison  | Jana Novotná A. Sánchez   | 3e tour (1/8) Zina Garrison   | Chanda Rubin Pam Shriver   |
| 1996  | -                             | -                         | 1/4 de finale M. de Swardt    | L. Davenport MJ Fernández  | 1/4 de finale M. de Swardt   | M. McGrath L. Neiland     | 2e tour (1/16) M. de Swardt   | A. Kournikova Likhovtseva  |
| 1997  | 2e tour (1/16) MJ Fernández   | K. Habšudová R. Zrubáková | 2e tour (1/16) Lori McNeil    | Mercedes Paz Rene Simpson  | 3e tour (1/8) Lori McNeil    | MJ Fernández Lisa Raymond | 3e tour (1/8) K. Boogert      | C. Martínez P. Tarabini    |
| 1998  | 1er tour (1/32) M. McGrath    | A. Coetzer Anke Huber     | 3e tour (1/8) M. Bollegraf    | C. Martínez P. Tarabini    | 3e tour (1/8) M. Bollegraf   | C. Barclay K. Guse        | 2e tour (1/16) M. Bollegraf   | R. Dragomir Iva Majoli     |
| 1999  | 1er tour (1/32) Debbie Graham | Gorrochategui Steffi Graf | 1er tour (1/32) Chanda Rubin  | L. Davenport Mary Pierce   | 1er tour (1/32) Chanda Rubin | Els Callens Julie Halard  | 1er tour (1/32) M. Washington | Laura Golarsa Shaughnessy  |

Sous le résultat, la partenaire ; à droite, l’ultime équipe adverse.

### En double mixte
| Année | Open d'Australie             | Open d'Australie           | Internationaux de France      | Internationaux de France   | Wimbledon                     | Wimbledon                 | US Open                     | US Open                     |
| ----- | ---------------------------- | -------------------------- | ----------------------------- | -------------------------- | ----------------------------- | ------------------------- | --------------------------- | --------------------------- |
| 1989  | 1er tour (1/16) Marty Davis  | M. Jaggard B. Dyke         | 2e tour (1/16) Nduka Odizor   | A. Sánchez H. de la Peña   | 1er tour (1/32) Roger Smith   | Jana Novotná Jim Pugh     | -                           | -                           |
| 1990  | 2e tour (1/8) Roger Smith    | N. Zvereva Jim Pugh        | 2e tour (1/16) Roger Smith    | Tine Scheuer M. Mortensen  | 1er tour (1/32) Roger Smith   | Jill Smoller Brett Page   | 1er tour (1/16) Roger Smith | S. McCarthy M. Washington   |
| 1991  | -                            | -                          | 3e tour (1/8) Shelby Cannon   | A. Temesvári Gustavo Luza  | 1er tour (1/32) Shelby Cannon | Kathy Jordan Ken Flach    | 1/4 de finale Shelby Cannon | Elna Reinach van Rensburg   |
| 1992  | 2e tour (1/8) Van Emburgh    | Nicole Provis M. Woodforde | 3e tour (1/8) Todd Witsken    | Mary Pierce Jared Palmer   | 1er tour (1/32) Todd Witsken  | Caroline Vis Tom Kempers  | -                           | -                           |
| 1993  | 1er tour (1/16) Luke Jensen  | Pam Shriver Sandon Stolle  | 1er tour (1/32) Todd Witsken  | B. Schultz Murphy Jensen   | 1er tour (1/32) Todd Witsken  | Hetherington G. Michibata | 2e tour (1/8) Rikard Bergh  | Helena Suková T. Woodbridge |
| 1994  | 1er tour (1/16) H. J. Davids | Ann Grossman Menno Oosting | 2e tour (1/16) David Adams    | K. Radford Jim Pugh        | 1er tour (1/32) Kelly Jones   | Yayuk Basuki Leander Paes | 2e tour (1/8) Jorge Lozano  | Hetherington J. de Jager    |
| 1995  | 1er tour (1/16) Byron Talbot | Nicole Arendt Van Emburgh  | 2e tour (1/16) Kelly Jones    | Zina Garrison T. Kronemann | 3e tour (1/8) Kelly Jones     | C. Barclay A. Florent     | 1/4 de finale S. Melville   | Chanda Rubin Brian MacPhie  |
| 1996  | -                            | -                          | 1/4 de finale Libor Pimek     | P. Tarabini Javier Frana   | 1er tour (1/32) Libor Pimek   | Mary Pierce Pat Cash      | 2e tour (1/8) Rikard Bergh  | S. Testud Paul Kilderry     |
| 1997  | 1er tour (1/16) Libor Pimek  | Lori McNeil Brian MacPhie  | 1er tour (1/32) Mark Keil     | P. Tarabini Javier Frana   | 2e tour (1/16) Luke Jensen    | Nana Miyagi Kent Kinnear  | 2e tour (1/8) A. Florent    | B. Schultz Luke Jensen      |
| 1998  | 1er tour (1/16) E. Ferreira  | V. Williams J. Gimelstob   | 1er tour (1/32) Robbie Koenig | Kimberly Po Jack Waite     | 1er tour (1/32) J. de Jager   | Cara Black Wayne Black    | 1er tour (1/16) A. Florent  | Likhovtseva Menno Oosting   |
| 1999  | 1er tour (1/16) Leander Paes | Els Callens Chris Haggard  | 2e tour (1/16) B. Haygarth    | Debbie Graham E. Ferreira  | 1er tour (1/32) M. Barnard    | Caroline Vis Cyril Suk    | -                           | -                           |

Sous le résultat, le partenaire ; à droite, l’ultime équipe adverse.

## Parcours aux Masters

### En double dames
| # | Date       | Nom de l'édition                      | ($)       | Surface         | Résultat      | Partenaire      | Ultimes adversaires             | Score    |          |
| - | ---------- | ------------------------------------- | --------- | --------------- | ------------- | --------------- | ------------------------------- | -------- | -------- |
| 1 | 13/11/1989 | Virginia Slims Championships New York | 1 000 000 | Moquette (int.) | 1/4 de finale | Zina Garrison   | Wendy Turnbull Elizabeth Smylie | 6-3, 7-6 | Parcours |
| 2 | 12/11/1990 | Virginia Slims Championships New York | 3 000 000 | Moquette (int.) | 1/2 finale    | Lori McNeil     | Kathy Jordan Elizabeth Smylie   | 6-1, 6-4 | Parcours |
| 3 | 15/11/1993 | Virginia Slims Championships New York | 3 708 500 | Moquette (int.) | 1/4 de finale | Manon Bollegraf | Gigi Fernández Natasha Zvereva  | 6-3, 6-4 | Parcours |
| 4 | 13/11/1995 | WTA Tour Championships New York       | 2 000 000 | Moquette (int.) | 1/4 de finale | Zina Garrison   | Gigi Fernández Natasha Zvereva  | 7-6, 6-1 | Parcours |

## Classements WTA

### En simple
| Année | 1986 | 1987 | 1988 | 1989 | 1990 | 1991 | 1992 | 1993 | 1994 | 1995 | 1996 | 1997 |
| Rang  | 411  | 167  | 102  | 84   | 253  | 93   | 144  | 179  | 143  | 113  | 115  | 279  |

Source : (en) « Classements de Katrina Adams », sur le site officiel du WTA Tour

### En double
| Année | 1986 | 1987 | 1988 | 1989 | 1990 | 1991 | 1992 | 1993 | 1994 | 1995 | 1996 | 1997 |
| Rang  | 193  | 105  | 14   | 10   | 21   | 16   | 18   | 16   | 28   | 26   | 22   | 22   |

Source : (en) « Classements de Katrina Adams », sur le site officiel du WTA Tour